# Чанчунь
Чанчу́нь (кит.: 长春) — місто у Китаї, адміністративний центр провінції Гірін (Цзілінь). Населення міста 2 млн. 78 тис.; всієї міської агломерації 6,83 млн.

## Історія
Розвиток міста почався у зв'язку з будівництвом південної гілки (Харбін — Порт-Артур (Люйшунь)) Китайсько-Східної залізниці. У травні 1898 р. місцева станція була відома під назвою Куаньченцзи (宽城子, а зараз Куаньчен (кит. 宽城区, пін. Kuancheng Qu) є адміністративним районом центральної та північної частини міста Чанчунь)．
Після поразки Росії у війні з Японією, згідно з Портсмутською мирною угодою Чанчунь потрапив до зони контролю Японії, і став одним з головних центрів японської присутності у південній Маньчжурії.
Залізниця на південь від Чанчуня на південь була також передана Японії, що сприяло утворенню Південно-Маньчжурської залізниці.
У 1932—1945 роках Чанчунь під назвою Сіньцзін (у перекладі «Нова столиця») був столицею держави Маньчжоу-го і був захоплений радянськими військами в серпні 1945 р.
Під час Громадянської війни у Китаї, Гоміньдан утримував приблизно 100 тис. військових у Чанчуні, але місто було захоплене китайськими комуністами 10 жовтня 1948 після 5-місячної облоги.

## Адміністративний устрій
Префектура поділяється на 7 районів, 3 міста і 1 повіт
| Карта                                                                                                  | Карта     | Карта    | Карта            |
| --- | --------- | -------- | ---------------- |
| Юйшу Нун'ань Дехуей Цзютай ① ② ③ ④ ⑤ Шуан'ян Гунчжулін ① Куаньчен ② Луюань ③ Ердао ④ Чаоян ⑤ Наньгуань |           |          |                  |
| Статус                                                                                                 | Назва     | Оригінал | Населення (2020) |
| Район                                                                                                  | Ердао     | 二道区   | 559 966          |
| Район                                                                                                  | Куаньчен  | 宽城区   | 856 177          |
| Район                                                                                                  | Луюань    | 绿园区   | 1 032 897        |
| Район                                                                                                  | Наньгуань | 南关区   | 1 066 422        |
| Район                                                                                                  | Шуан'ян   | 双阳区   | 335 723          |
| Район                                                                                                  | Цзютай    | 九台区   | 613 836          |
| Район                                                                                                  | Чаоян     | 朝阳区   | 1 074 628        |
| Місто                                                                                                  | Гунчжулін | 公主岭市 | 862 313          |
| Місто                                                                                                  | Дехуей    | 德惠市   | 635 476          |
| Місто                                                                                                  | Юйшу      | 榆树市   | 836 098          |
| Повіт                                                                                                  | Нун'ань   | 农安县   | 763 983          |

## Економіка
Індустрії міста спеціалізуються на машинобудуванні (автомобіле- та вагонобудування (швидкісні потяги), біофармацевтиці, оптичних виробах, створенні супутників та випуску будматеріалів.
В середині 50-х років минулого сторіччя за участі СРСР засновано найбільший автовиробник у Піднебесній -- завод китайської корпорації FAW Group (中国第一汽车集团). У Чанчуні базується штаб-квартира та R&D центр компанії, чистий прибуток якої у 2018-му дорівнював $2.6 млрд. Окрім гіганта FAW, у місті розміщені заводи Audi, Volkswagen (спільне підприємство з FAW) та Toyota. З огляду на статус центру автоіндустрії Чанчунь називають «китайським Детройтом».
50 % швидкісних потягів у Піднебесній були зібрані компанією CRRC Changchun Railway Vehicles (中车长春轨道客车股份有限公司) не заводі корпорації, розташованому на околиці міста та відкритому щодо організації екскурсій для іноземних гостей.
На базі Changchun Institute of Optics, Fine Mechanics and Physics (中国科学院长春光学精密机械与物理研究所) випускаються комерційні супутники Jilin-1, що проводять моніторинг поверхні Землі. За словами представника інституту, їхня ціль – створити загалом 60 супутників до 2020-го. До речі, до структури інституту входить LED-завод Cedar (长春希达电子技术有限公司), що активно співпрацює з українським підприємством ЕКТА, однією з найбільших східноєвропейських компаній, яка спеціалізується на виготовленні LED-продуктів.
Сучасне місто є одним з центрів машинобудівної промисловості Китаю. Тут також знаходиться відомий зоологічний центр Зоопарк Чанчунь.

## Клімат
Місто знаходиться у зоні, котра характеризується вологим континентальним кліматом зі спекотним літом. Найтепліший місяць — липень із середньою температурою 23.3 °C (74 °F). Найхолодніший місяць — січень, із середньою температурою -15 °С (5 °F).
| Клімат Чанчуня          | Клімат Чанчуня | Клімат Чанчуня | Клімат Чанчуня | Клімат Чанчуня | Клімат Чанчуня | Клімат Чанчуня | Клімат Чанчуня | Клімат Чанчуня | Клімат Чанчуня | Клімат Чанчуня | Клімат Чанчуня | Клімат Чанчуня | Клімат Чанчуня |
| Показник                | Січ.           | Лют.           | Бер.           | Квіт.          | Трав.          | Черв.          | Лип.           | Серп.          | Вер.           | Жовт.          | Лист.          | Груд.          | Рік            |
| Абсолютний максимум, °C | 4              | 8              | 18             | 27             | 33             | 33             | 33             | 33             | 32             | 27             | 16             | 11             | 33             |
| Середній максимум, °C   | −10            | −6             | 2              | 12             | 20             | 25             | 26             | 25             | 20             | 12             | 1              | −7             | 10             |
| Середня температура, °C | −15            | −11            | −2             | 7              | 15             | 20             | 23             | 21             | 15             | 7              | −3             | −11            | 5              |
| Середній мінімум, °C    | −19            | −16            | −7             | 1              | 9              | 15             | 19             | 17             | 10             | 1              | −7             | −16            | 1              |
| Абсолютний мінімум, °C  | −32            | −27            | −21            | −8             | 0              | 7              | 11             | 8              | −1             | −12            | −22            | −28            | −32            |
| Норма опадів, мм        | 0              | 0              | 10             | 20             | 40             | 90             | 170            | 130            | 50             | 30             | 10             | 0              | 610            |
| ----------------------- | -------------- | -------------- | -------------- | -------------- | -------------- | -------------- | -------------- | -------------- | -------------- | -------------- | -------------- | -------------- | -------------- |
| Джерело: Weatherbase    |                |                |                |                |                |                |                |                |                |                |                |                |                |

## Економіка
У 1997 році в місті був заснований Банк Цзіліня.
У 2005 році автогігант Toyota відкрив у цьому місті завод зі збірки гібридів Prius.

## Транспорт
В жовтні 2002 року в місті відкрилася перша лінія ЛРТ, у 2017 році повністю підземна лінія метрополітену.

## Міста-побратими
- Мінськ, Білорусь (з 1992)
- Квебек, Канада
- Віндзор, Канада
- Вольфсбург, Німеччина
- Сендай, Японія
- Мастертон, Нова Зеландія
- Калінінград, Росія
- Улан-Уде, Росія
- Нові-Сад, Сербія
- Жиліна, Словаччина
- Ульсан, Південна Корея
- Бірмінгем, Велика Британія
- Флінт, США
- Стонінгтон, Коннектикут, США
- Нуук, Данія

## Посилання

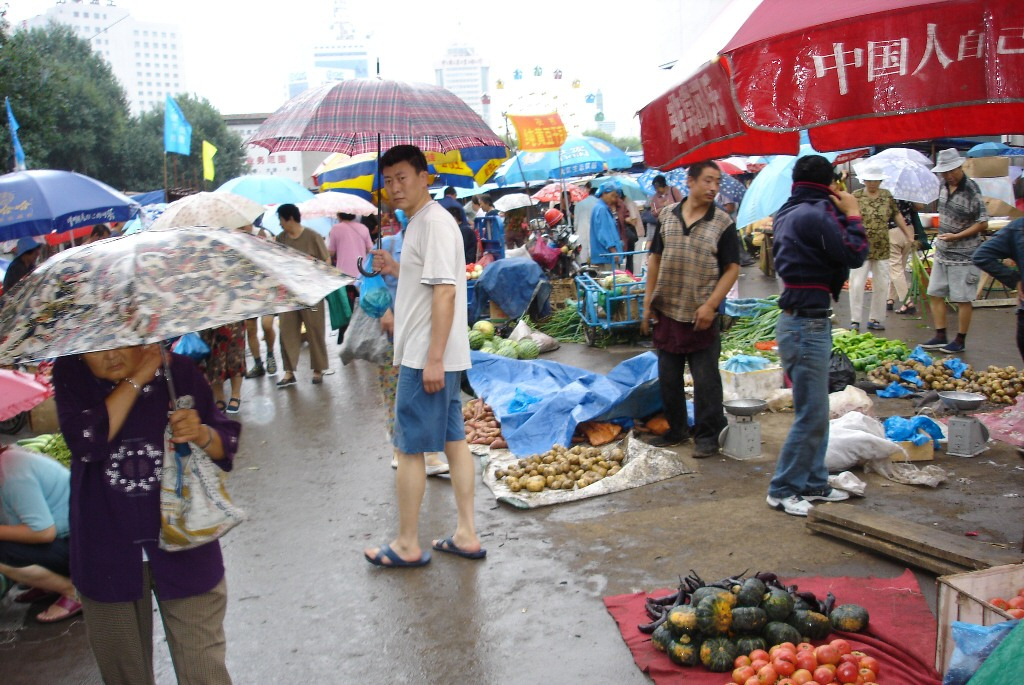
На базарі у Чанчуні